# Quadratklasse
In der Algebra sind Quadratklassen die Äquivalenzklassen einer bestimmten Äquivalenzrelation, der quadratischen Äquivalenz in einer kommutativen Gruppe. Sie sind dann die Nebenklassen der Untergruppe der Quadrate in dieser Gruppe. Das Konzept der Quadratklassen und der quadratischen Äquivalenz wird unter anderem angewendet
- in der linearen Algebra bei der affinen Klassifikation von Quadriken in einem affinen Raum über einem beliebigen Körper,
- in der projektiven Geometrie bei der projektiven Klassifikation von projektiven Quadriken in einem projektiven Raum über einem beliebigen Körper,
- in der synthetischen Geometrie

- bei der Untersuchung von Orthogonalitätsrelationen, siehe Präeuklidische Ebene,
- bei der Untersuchung von möglichen Anordnungen von Körpern (→ siehe pythagoreischer Körper und als Spezialfall euklidischer Körper),

- in der Zahlentheorie bei der Untersuchung quadratischer diophantischer Gleichungen.

Quadratklassen werden in der Literatur auch allgemeiner definiert, wobei sich die Folgerungen des gängigen, gruppentheoretischen Begriffs meist als der wesentliche Kern des allgemeineren Konzepts herauskristallisieren.

## Definitionen
Die allgemeine Definition einer „quadratischen Relation“ hat den Vorzug, dass sie sich immer dann sinnvoll anwenden lässt, wenn diese Definition zu einer Äquivalenzrelation führt. Die gruppentheoretische Definition zeigt, dass die quadratische Relation jedenfalls für kommutative Gruppen eine Äquivalenzrelation ist, und die Quadratklassen damit tatsächlich eine Einteilung der Gruppe in Nebenklassen einer Untergruppe sind. Damit können in diesem Spezialfall alle Sätze und Eigenschaften für Nebenklassen der Normalteiler einer beliebigen und der Untergruppen einer abelschen Gruppe auf Quadratklassen angewendet werden.

### Allgemeine Definition
Sei {\displaystyle M} eine Menge mit der zweistelligen Verknüpfung {\displaystyle \cdot } und {\displaystyle A} eine bezüglich dieser Verknüpfung abgeschlossene, nichtleere Teilmenge. Dann wird auf {\displaystyle M} eine zweistellige Relation {\displaystyle \sim } eingeführt durch die Definition
- {\displaystyle m_{1}\sim m_{2}}, falls es Elemente {\displaystyle a_{1},a_{2}\in A} gibt, so dass {\displaystyle m_{1}\cdot a_{1}^{2}=m_{2}\cdot a_{2}^{2}} ist.

Nun gilt:
1. Die Relation ist durch ihre Definition stets reflexiv und symmetrisch.
2. Sie ist sicher dann transitiv, wenn die Verknüpfung assoziativ auf {\displaystyle M} und kommutativ auf {\displaystyle A} ist.

- Hinreichend für die Transitivität sind bereits die folgenden, schwächeren Bedingungen: Für {\displaystyle m\in M;\;a,b\in A} existieren stets Elemente {\displaystyle c,d\in A} so dass

1. {\displaystyle (m\cdot a^{2})\cdot b^{2}=m\cdot c^{2}} (Abschwächung der Assoziativität) und
2. {\displaystyle a^{2}\cdot b^{2}=d^{2}\;} (Abschwächung der Kommutativität) gilt.

In allen Fällen, in denen die Relation transitiv, also eine Äquivalenzrelation ist, nennt man zwei Elemente von {\displaystyle M}, die die Relation erfüllen, quadratisch äquivalent (im weiteren Sinn) bezüglich der Teilmenge {\displaystyle A}. Jede Äquivalenzklasse dieser Relation, die ein Element von {\displaystyle A} enthält, heißt Quadratklasse (im engeren Sinn) von {\displaystyle M} bezüglich {\displaystyle A}.

### Gruppentheoretische Definition
Sei {\displaystyle (G,\cdot )} eine kommutative Gruppe. Dann ist die Quadratabbildung
{\displaystyle q\colon G\rightarrow G;g\mapsto g^{2}}
ein Gruppenhomomorphismus. Dessen Bild, also die Menge {\displaystyle G^{2}=\lbrace g^{2}\mid g\in G\rbrace } der „Quadrate“ ist eine Untergruppe von {\displaystyle G} und die Nebenklassen dieser Untergruppe heißen Quadratklassen von {\displaystyle G}.
Das ist der Spezialfall der allgemeinen Definition, wenn dort {\displaystyle M=A=G} gesetzt wird.
Wenn die Quadratabbildung surjektiv ist, gibt es nur eine Quadratklasse, die dann die ganze Gruppe umfasst. Dieser Fall tritt für endliche Gruppen genau dann ein, wenn die Abbildung injektiv ist und also nach dem Satz von Lagrange und den Sylow-Sätzen genau dann, wenn die Ordnung der Gruppe ungerade ist und daher kein Element eine gerade Ordnung hat.
Allgemeiner ist die Anzahl der Quadratklassen der Index {\displaystyle (G:G^{2})}  der Quadrate in {\displaystyle G}.

## Quadratklassen in kommutativen Ringen

### Körper
In einem Körper {\displaystyle (K,+,\cdot )} wird meist die quadratische Äquivalenz bezüglich der multiplikativen Gruppe {\displaystyle (K^{*},\cdot )} als die quadratische Äquivalenz bezeichnet. Die Äquivalenzklasse (im weiteren Sinn) von 0 besteht nur aus dem Nullelement, alle anderen sind Quadratklassen von {\displaystyle K} im Sinne der allgemeinen Definition und von {\displaystyle (K^{*},\cdot )} im engeren Sinne und im Sinn der gruppentheoretischen Definition.

### Integritätsbereich
In einem Integritätsbereich {\displaystyle (R,+,\cdot )} (mit Einselement) wird in der Regel – wie in einem Körper – quadratische Äquivalenz bezüglich des kürzbaren, kommutativen Monoids {\displaystyle (R\setminus \lbrace 0\rbrace ,\cdot )} als die quadratische Äquivalenz bezeichnet. Auch hier sind alle Äquivalenzklassen außer {\displaystyle \lbrace 0\rbrace } Teilmengen von {\displaystyle A=R\setminus \lbrace 0\rbrace } und damit Quadratklassen von {\displaystyle R} (im engeren Sinn).
Zudem ist hier die quadratische Äquivalenz mit der Einbettung des Integritätsbereiches in seinen Quotientenkörper {\displaystyle \operatorname {Quot} (R)} verträglich: Zwei Elemente des Integritätsbereiches sind genau dann quadratisch äquivalent im Ring, wenn sie (genauer: die Bilder dieser Elemente unter der Einbettung) auch im Quotientenkörper (dort auch im Sinne der gruppentheoretischen Definition) quadratisch äquivalent sind. Darüber hinaus enthält jede Quadratklasse des Quotientenkörpers „ganze“ Elemente, also eingebettete Bilder von Elementen des Integritätsbereichs {\displaystyle R}.

## Beispiele
- Der Körper der reellen Zahlen enthält genau zwei Quadratklassen, nämlich die Menge der positiven und die der negativen reellen Zahlen. Dies gilt allgemeiner für jeden euklidischen Körper.
- Der Körper der komplexen Zahlen enthält nur eine Quadratklasse, nämlich {\displaystyle \mathbb {C} ^{*}=\mathbb {C} \setminus \lbrace 0\rbrace }. Das gilt entsprechend für jeden algebraisch abgeschlossenen Körper.
- Der Integritätsbereich der ganzen Zahlen {\displaystyle \mathbb {Z} } enthält unendlich viele Quadratklassen. Zwei ganze Zahlen (außer 0) sind genau dann quadratisch äquivalent, wenn ihr Produkt eine Quadratzahl, also quadratisch äquivalent zu 1 ist. Ein Repräsentantensystem bilden die quadratfreien Zahlen.
- Der Restklassenkörper {\displaystyle K=\mathbb {Z} /p\mathbb {Z} } enthält nur eine Quadratklasse, falls {\displaystyle p=2} ist, und genau zwei Quadratklassen, falls {\displaystyle p} eine ungerade Primzahl ist. Für die Geometrie ist weiterhin folgende Unterscheidung wichtig: Ist die ungerade Primzahl {\displaystyle p} von der Form  {\displaystyle p=4\cdot k+1,\;k\in \mathbb {N} }, dann sind −1 und 1 quadratisch äquivalent, für  {\displaystyle p=4\cdot k+3,\;k\in \mathbb {N} _{0}} liegen sie in unterschiedlichen Quadratklassen. (→Siehe dazu Quadratischer Rest, Quadratisches Reziprozitätsgesetz und – für eine geometrische Anwendung – präeuklidische Ebene).
- Alle endlichen Körper {\displaystyle \mathbb {F} _{2^{n}}} mit der Charakteristik 2 besitzen genau eine Quadratklasse. Daher ist jede reinquadratische Gleichung {\displaystyle X^{2}+c=0} in diesen Körpern lösbar und hat durch den Frobeniushomomorphismus genau eine doppelt zählende Lösung.
- Ein nichtkommutatives Beispiel ergibt sich für die Quaternionengruppe {\displaystyle Q_{8}=\lbrace \pm 1,\pm i,\pm j,\pm k\rbrace }. Obwohl diese Gruppe nicht kommutativ ist, sind die 4 Nebenklassen des Zentrums {\displaystyle Z(Q_{8})=(Q_{8})^{2}=\lbrace \pm 1\rbrace } Quadratklassen der Gruppe (bezüglich der Gruppe {\displaystyle A=Q_{8}} selbst) im Sinne der allgemeinen Definition. Da diese Gruppe auch multiplikative Gruppe eines Quasikörpers ist (→ der in Ternärkörper#Beispiele der Ordnung 9 beschriebene Quasikörper {\displaystyle J_{9}}) sind diese Quadratklassen in der Synthetischen Geometrie von Interesse. Für den Quasikörper {\displaystyle J_{9}} ist {\displaystyle \lbrace 0\rbrace \cup Z(Q_{8})} zugleich der Kern.